# البا ادریاتیسا
البا ادریاتیسا (به ایتالیایی: Alba Adriatica) یک سکونتگاه مسکونی در ایتالیا است که در استان تیرامو واقع شده‌است.

## خصوصیات
البا ادریاتیسا ۹٫۵ کیلومترمربع مساحت و ۱۱٬۸۲۰ نفر جمعیت دارد و ۵ متر بالاتر از سطح دریا واقع شده‌است.